# Ďurďoš
Ďurďoš (hongrois : Györgyös) est un village de Slovaquie situé dans la région de Prešov.

## Histoire
Première mention écrite du village en 1363.

## Démographie

### Évolution de la population
| Année:               | 1994. | 2004. | 2014.    | 2024.   |
| -------------------- | ----- | ----- | -------- | ------- |
| Nombre de personnes: | 188   | 235   | 267      | 285     |
| Différence:          |       | +25 % | +13,61 % | +6,74 % |

| Année:               | 2023. | 2024.   |
| -------------------- | ----- | ------- |
| Nombre de personnes: | 265   | 285     |
| Différence:          |       | +7,54 % |